# Painstruck
Painstruck est un groupe de death-thrash metal et metalcore portugais, originaire de Lisbonne. Formé en 1997, le groupe se nomme initialement Breed Machine avant de se rebaptiser peu de temps après la même année. Après une démo, un EP, et trois albums studio — Aggressive Ways to Pacify (2001), A Whole New Perception (2002) et Hell's Wrath In God's Glory (2007) — le groupe se sépare en 2008.

## Biographie

### Débuts et démo
Le groupe est formé en août 1997 sous le nom de Breed Machine jusqu'à un changement de structure musicale. Les membres fondateurs sont Nuno Loureiro (guitare et chant), Paulo Lafaia (batterie), Alexandre Afonso (basse), et Ricardo Correia (guitare). Chacun d'entre eux est ancien membre d'autres groupes comme Nuno Merciless Death, Exiled, Sublevel, Disaffected, Grog, et Squad. Tous les membres jouaient au sein de Mortify. Le groupe commence à enregistrer des chansons, effectuer des tournées, puis publie dans les deux dernières semaines de décembre 1998, une démo, produite par Nuno Loureiro.

### Aggressive Ways to Pacify
En avril 1999, le groupe commence à travailler sur son premier album, Aggressive Ways to Pacify, aux studios Rec'N'Roll, dirigés par Luis Barros. Peu après, le groupe signe au label Paranoid Records. Aggressive Ways to Pacify est publié en 2001 au Portugal, et au début de 2002 dans le reste de l'Europe. Après sa sortie, Painstruck effectue une grande tournée au Portugal et en Espagne. La tournée comprend deux dates aux côtés du groupe de heavy metal Biohazard. En été 2002, Painstruck est invité à jouer au plus grand festival d'été au Portugal, Ermal Island. D'autres invités sont Slipknot, Dimmu Borgir, et Jon Spencer Blues Explosion.

### A Whole New Perception
Le second album du groupe, A Whole New Perception, est terminé en mars et publié en octobre 2002. Painstruck le considère comme un chef-d'œuvre. Une seconde édition avec des photos et vidéos exclusives est aussi publiée.
En 2003, Painstruck joue deux nuits avec Stone Sour. Un ami du groupe les a enregistrés en action et montera avec ces scènes une vidéo pour leur single In Us You Live. La vidéo est jouée sur la chaîne locale Sol Musica, et le groupe est de nouveau invité à jouer au festival Ermal en 2003.

### Séparation
En avril 2005, le groupe recommence à tourner. Au début de 2006, ils jouent pour Testament, puis publient un EP, The Scalpel. En 2008, ils publient un album autoproduit intitulé Hell's Wrath In God's Glory. Cette même année, le groupe se sépare.

## Membres

### Derniers membres
- Raul Vicente - basse[5]
- Paulo Lafaia - batterie[5]
- Nuno Loureiro - chant, guitare[5]

### Anciens membres
- Ivo Martins - guitare[5]
- Ricardo Veloso - basse[5]
- Alexandro Afonso - basse[5]
- Ricardo Correia - guitare[5]
- Filipe Lima - guitare (live)[5]

## Discographie
- 1998 : Advance Tape (démo)
- 2001 : Aggressive Ways to Pacify
- 2002 : A Whole New Perception
- 2006 : The Scalpel (EP)
- 2007 : Hell's Wrath In God's Glory (autoproduction)